# Biopaliwo

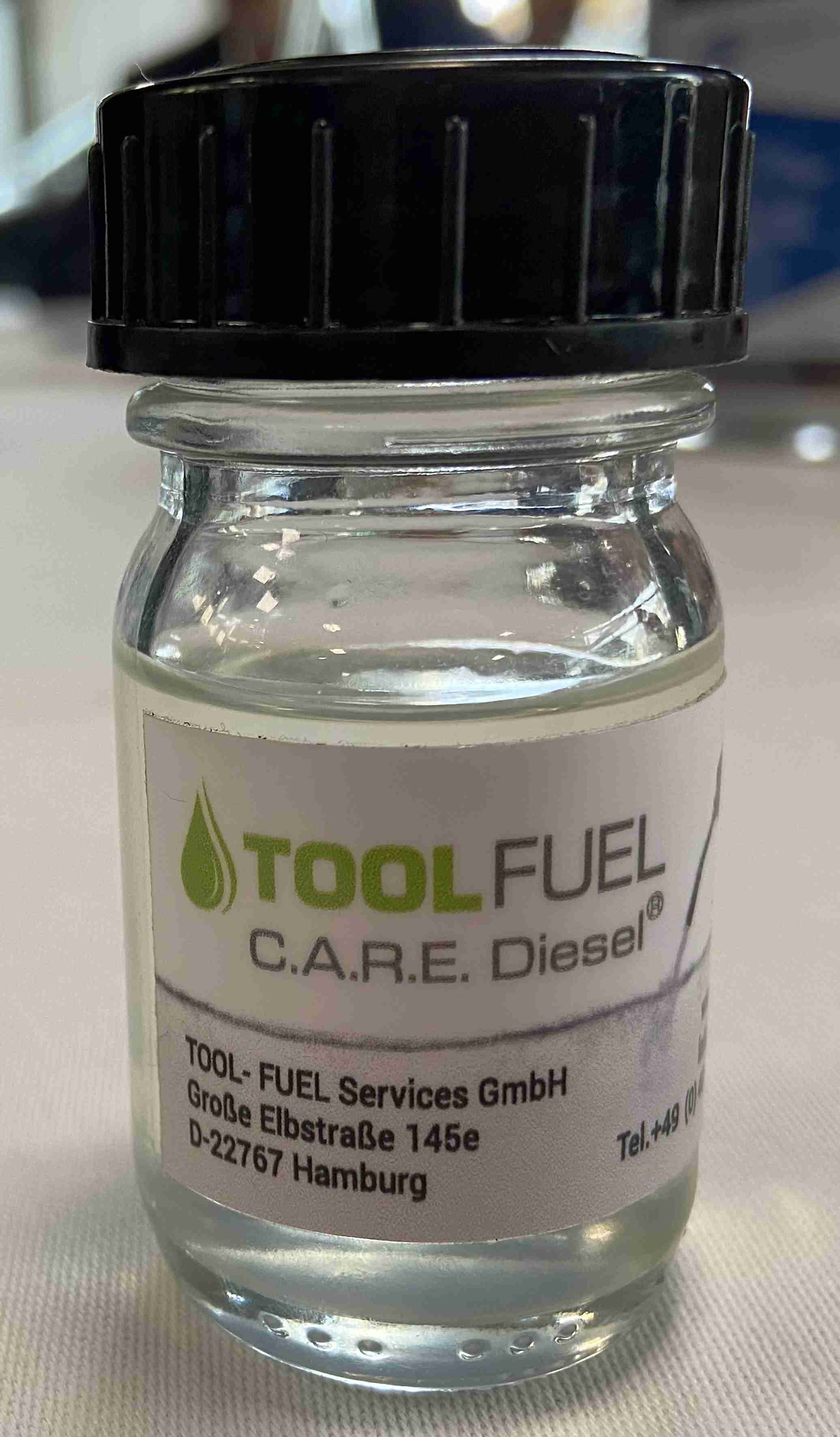
Btl Diesel

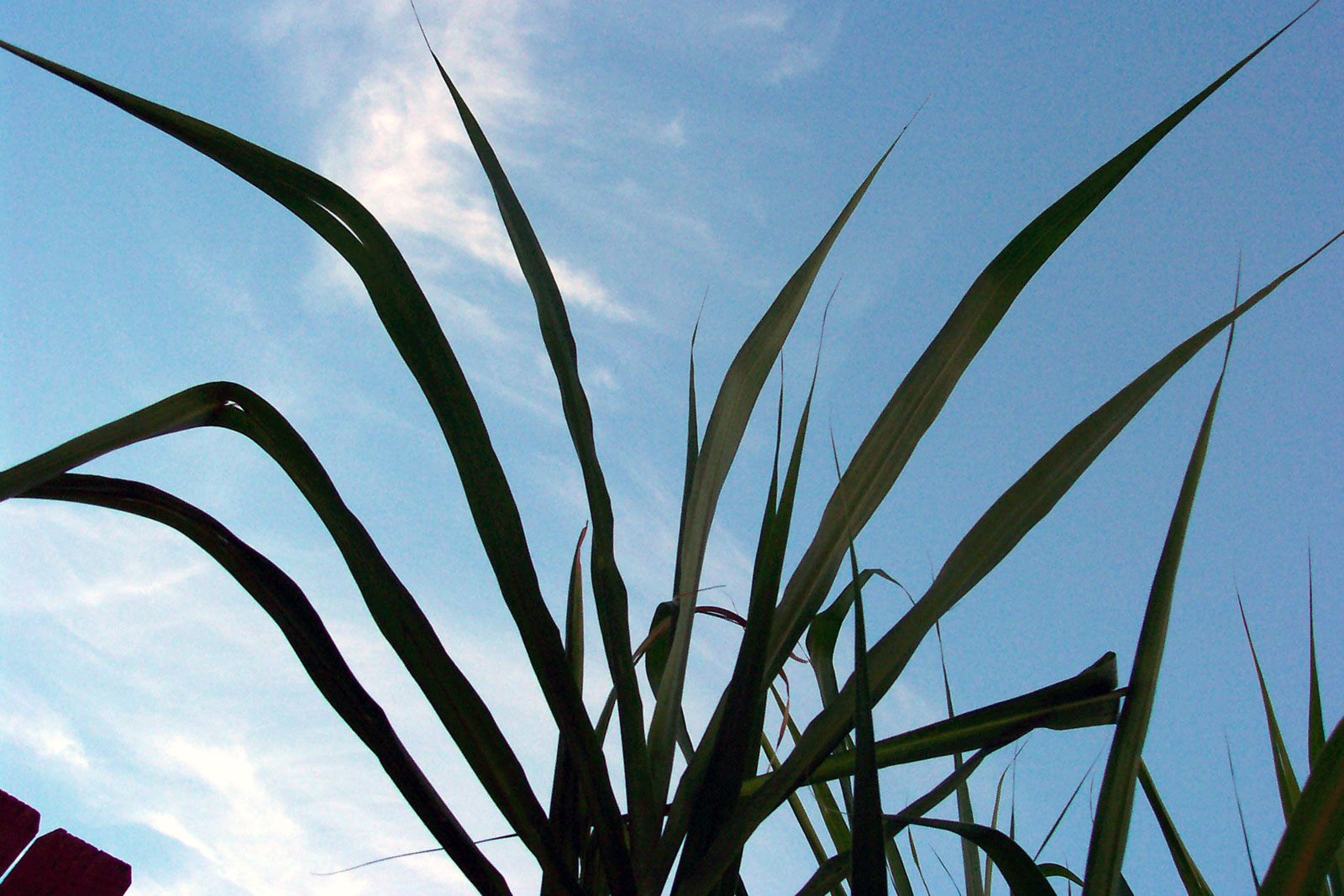
Trzcina cukrowa wykorzystywana do produkcji biopaliw

Biopaliwo – paliwo powstałe z przetwórstwa biomasy — produktów organizmów żywych np. roślinnych, zwierzęcych czy mikroorganizmów.

## Przyczyny
Prace nad biopaliwami zaczęto prowadzić, bo obawiano się:
- niestabilności Bliskiego Wschodu[1]
- globalnego ocieplenia pod wpływem wzrostu stężenia dwutlenku węgla w atmosferze[1].

## Rodzaje biopaliw
Wyróżnia się biopaliwa:
- stałe – słoma w postaci bel lub kostek albo brykietów, granulat trocinowy lub słomiany – tzw. pellet, drewno, siano i inne przetworzone odpady roślinne;
- ciekłe – biobenzyny, otrzymywane w drodze fermentacji alkoholowej węglowodanów do etanolu, fermentacji butylowej biomasy do butanolu lub z transestryfikowanych w biodiesel olejów roślinnych (np. olej rzepakowy)[2] czy etanol z kukurydzy – jedyne biopaliwo produkowane w Stanach Zjednoczonych na skalę przemysłową[1];
- gazowe:
  - powstałe w wyniku fermentacji beztlenowej ciekłych i stałych odpadów rolniczej produkcji zwierzęcej (gnojowica, obornik, słoma etc.) – biogaz;
  - powstałe w procesie zgazowania biomasy – gaz generatorowy (gaz drzewny).

Biopaliwa dzielimy także na:
- pierwszej generacji (konwencjonalne) – produkowane są z cukru, skrobi, lub oleju roślinnego;
- drugiej generacji (ulepszone) – produkowane są z trwałego surowca. Trwałość surowca jest określana m.in. z perspektywy dostępności surowca, wpływu na emisje gazów cieplarnianych oraz wpływu na bioróżnorodność i zużycie terenu[3]. Obecnie opracowuje się wiele biopaliw drugiej generacji, np.: etanol celulozowy, biowodór, biometanol czy olej napędowy z drewna;
- trzeciej generacji – to biopaliwa produkowane z glonów i innych mikroorganizmów.

Produkcja biopaliw z glonów jest najbardziej wydajna. Znane są metody wykorzystania do tych celów terenów pustynnych. Wzbogacana w CO2 woda przepływa w foliowych zbiornikach, które eliminują jej parowanie. Półproduktem glonowej hodowli są węglowodany i O2. Efektywność glonów jest 30× większa niż jakiegokolwiek innego rodzaju pozyskiwania paliwa. Departament Energii USA oszacował, że do pokrycia obecnego zapotrzebowania USA na paliwa wystarczy uprawa glonów na biopaliwo na powierzchni ok. 40 tys. km². Paliwo glonowe stanowi tzw. biopaliwo 3 generacji.
Bada się możliwość użycia do produkcji biopaliw organizmów zmodyfikowanych genetycznie. Np. Jay D. Kasling zmodyfikował pałeczkę okrężnicy tak aby produkowała olej fotoautotroficznie i wydzielała go na zewnątrz komórki. W 2013 roku naukowcy University of Georgia opracowali również metodę produkcji związków organicznych, w tym także prekursorów paliw, przy pomocy ciepłolubnej bakterii Pyrococcus furiosus, która wytwarza je bezpośrednio z atmosferycznego CO2.

## Wykorzystanie
Zastosowanie alkoholu etylowego jako paliwa do silników samochodowych ma długą historię. W Europie i Stanach Zjednoczonych użyto go po raz pierwszy na początku XX wieku. W Polsce produkcję mieszanki zawierającej 30% etanolu i 70% benzyny rozpoczęto w 1929 roku. Po drugiej wojnie światowej etanol wyparły z rynku tańsze paliwa z ropy naftowej. Ponowny wzrost zainteresowania etanolem jako paliwem nastąpił w latach 70. XX wieku, w związku z kryzysem energetycznymW 1979 roku w Stanach Zjednoczonych wyprodukowano 190 mln litrów etanolu z kukurydzy. W 2010 wartość ta wynosiła 50 mld litrów. Environmental Protection Agency planowała, że do 2011 roku produkcja etanolu z celulozy ma wynosić 378 mln litrów na rok. W 2010 roku zmieniono prognozy na 25 mln litrów. W 2010 roku dopłaty do produkcji biopaliw w Stanach Zjednoczonych wyniosły 5,68 mld dolarów.

## Wydajność
Etanol pozwala uzyskać 2/3 energii jaką daje benzyna.

## Wady i zalety
Używanie biopaliw służy zmniejszeniu uzależnienia od ropy naftowej.
Metody produkcji biopaliw wytwarzanych z oleju rzepakowego, zbóż uprawnych oraz trzciny cukrowej na polu powstałym po wykarczowaniu lasu tropikalnego są poddawane krytyce. Równocześnie jednak taka metoda produkcji jest najbardziej rozpowszechniona dzięki subsydiowaniu uprawy biopaliw przez państwa. W 2012 roku ponad połowa kukurydzy w USA i 60% rzepaku w Unii Europejskiej było produkowane z przeznaczeniem na biopaliwa.
Według niektórych szacunków produkcja i spalanie biopaliwa daje gorszy bilans energetyczny i ekologiczny niż przy produkcji i spalaniu paliw kopalnych (degradacja środowiska związana z wzrastającym areałem upraw, duże zużycie nawozów sztucznych, nieracjonalna gospodarka produktami roślinnymi).
Ten ostatni aspekt jest podnoszony przez organizację Action Aid, która zarzuca państwom narzucającym obowiązek dodawania biokomponentów do paliw oraz dopuszczających import ich z krajów trzecich pogłębianie nędzy i głodu w krajach Trzeciego Świata w wyniku produkcji paliw zamiast żywności. Badania przeprowadzone na podstawie danych z lat 1989-2007 przez W.K. Kellogg Long Term Ecological Research sugerują, że uprawa roślin pod biopaliwa jest o 36% mniej efektywna energetycznie niż w celu produkcji żywności. Podobnie wnioski płyną z raportu opublikowanego w 2011 roku przez Bank Światowy i WTO. Pojawiają się też głosy, że produkcja biopaliw przyczynia się do wzrostu cen żywności w Stanach Zjednoczonych.

## Biopaliwa w Polsce
Obowiązek dodawania biokomponentów do paliw nałożyła ustawa z dnia 2 października 2003 roku o biokomponentach stosowanych w paliwach ciekłych i biopaliwach ciekłych.
Ustawa ta zabraniała wolnego rynku na biopaliwa. Rozdz. 5 art. 1.1 nakładał karę 3000 zł na kogokolwiek kto bez zezwolenia chciałby (także na własne potrzeby) wytworzyć biodiesel. Nakazywała też produkcję biopaliw, nawet gdyby to było nieopłacalne ekonomicznie oraz czasowo zabraniała importu. Zgodnie z literą ustawy, producent biopaliw to osoba fizyczna lub prawna, która posiada koncesję na wytwarzanie lub obrót paliwami ciekłymi, wydaną na podstawie przepisów ustawy z dnia 10 kwietnia 1997 r. – Prawo energetyczne.
Od dnia 1 stycznia 2007 obowiązuje ustawa z dnia 25 sierpnia 2006 r. o biokomponentach i biopaliwach ciekłych. Umożliwia produkcję biopaliw zarejestrowanym rolnikom indywidualnym, jednakże w ograniczonej ilości 100 l/ha lub w energetycznym ekwiwalencie innego paliwa np. gazowego.